# Petra Roth
Petra Roth (Bremen, 1 mei 1944) is een Duitse politica van de CDU. Van 1995 tot 2012 was zij Oberbürgermeisterin van Frankfurt am Main.

## Biografie
Roth werd geboren in een Bremens koopmansgezin. Ze doorliep in haar geboortestad het Kippenberg-Gymnasium en voltooide daarna een opleiding aan de hogere handelsschool.
Sinds 1972 is Roth politiek actief binnen de CDU. Van 1977 tot 1989 en van 1993 tot 1995 zat ze in de gemeenteraad van Frankfurt am Main. Daarnaast was zij van 1987 tot 1995 parlementslid in de Landdag van de deelstaat Hessen.
In 1995 werd ze, nadat niemand van de Hessische CDU-fractie zich kandidaat had gesteld, door toenmalig bondskanselier Helmut Kohl gevraagd voor het burgemeestersambt in Frankfurt am Main. Ze versloeg bij de burgemeestersverkiezing SPD-politicus en zittend burgemeester Andreas von Schoeler en werd zo de eerste vrouwelijke burgemeester van de stad. In 2001 en 2007 werd ze herkozen. In totaal was Roth 17 jaar lang burgemeester, tot zij in 2012 werd opgevolgd door Peter Feldmann.
Gedurende drie periodes (1997–1999, 2003–2005 en 2009–2011) was Petra Roth voorzitter van de Deutsche Städtetag, een raad van Duitse gemeenten. Ook zat zij in de periode 2010–2015 in het Comité van de Regio's van de Europese Unie.
Roth behoort tot de linkse vleugel van de conservatieve, christendemocratische CDU. Ze is weduwe en heeft twee zonen.